# Cokornik
Cokornik (Eospalax) – rodzaj ssaków z podrodziny cokorów (Myospalacinae) w obrębie rodziny ślepcowatych (Spalacidae).

## Zasięg występowania
Rodzaj obejmuje gatunki występujące endemicznie w Chińskiej Republice Ludowej.

## Morfologia
Długość ciała (bez ogona) 149–245 mm, długość ogona 29–69 mm; masa ciała 150–563 g; samce są większe i cięższe od samic.

## Systematyka
Rodzaj zdefiniował w 1940 roku amerykański zoolog Glover Morrill Allen w 2 części artykułu poświęconego ssakom Chin i Mongolii, opublikowanym w czasopiśmie Natural History of Central Asia. Gatunkiem typowym jest (oryginalne oznaczenie) cokornik tybetański (E. fontanierii).

### Etymologia
- Eospalax: gr. εως eōs lub ηως ēōs ‘świt, wschód’[9]; rodzaj Spalax Güldenstädt, 1770 (ślepiec)[1].
- Zokor: rodzima nazwa dla ślepca z gór Ałtaj[10]. Gatunek typowy (oryginalne oznaczenie): Siphneus fontanierii A. Milne-Edwards, 1867.

### Podział systematyczny
Do rodzaju należą następujące występujące współcześnie gatunki:
| Grafika | Gatunek              | Autor i rok opisu                          | Nazwa zwyczajowa    | Podgatunki         | Rozmieszczenie geograficzne                                                                                     | Podstawowe wymiary                                 | Status IUCN |
| ------- | -------------------- | ------------------------------------------ | ------------------- | ------------------ | --- | -------------------------------------------------- | ----------- |
|         | Eospalax fontanierii | (Milne-Edwards, 1867)                      | cokornik tybetański | gatunek monotypowy | północna Shaanxi, Shanxi, zachodnia Hebei i północno-wschodnia Mongolia Wewnętrzna                              | DC: 16,3–24 cm DO: 3,8–6,9 cm MC: 184–563 g        | LC          |
|         | Eospalax cansus      | (Lyon, 1907)                               |                     | gatunek monotypowy | Gansu, Ningxia, Shaanxi, Syczuan i Hubei                                                                        | DC: 15,5–23 cm DO: 3,3–6,6 cm MC: 150–430 g        | NE          |
|         | Eospalax rufescens   | (J.A. Allen, 1909)                         |                     | gatunek monotypowy | góry Qin (południowe Gansu, południowe Shaanxi i północny Syczuan)                                              | DC: około 18,6 cm DO: około 3,3 cm MC: brak danych | NE          |
|         | Eospalax rothschildi | O. Thomas, 1911                            | cokornik górski     | gatunek monotypowy | południowe Gansu, południowe i południowo-wschodnie Shaanxi, północny Syczuan, zachodni Henan i zachodnie Hubei | DC: 14,5–20 cm DO: 4,5–7 cm MC: 118–280 g          | LC          |
|         | Eospalax muliensis   | Zhang Tao, Chen Zhongzheng& Shi Peng, 2022 |                     | gatunek monotypowy | ranczo Kangwu, powiat Muli (Syczuan); prawdopodobnie inne miejsca w południowej części gór Hengduan Shan        | DC: 14,5–20 cm DO: 4,5–7 cm MC: 118–280 g          | NE          |
|         | Eospalax baileyi     | O. Thomas, 1911                            |                     | gatunek monotypowy | Qinghai, Gansu i zachodni Syczuan                                                                               | DC: 16–23,5 cm DO: 3,3–6,1 cm MC: 173–490 g        | NE          |
|         | Eospalax smithii     | O. Thomas, 1911                            | cokornik syczuański | gatunek monotypowy | Gansu, Ningxia, północny Syczuan i zachodnie Shaanxi                                                            | DC: – cm DO: – cm MC: – g                          | LC          |

Kategorie IUCN:  LC  – gatunek najmniejszej troski;  NE  – gatunki niepoddane jeszcze ocenie.
Opisano również gatunki wymarłe:
- Eospalax lingtaiensis Liu Liping, Zheng Shaohua, Cui Ning & Wang Lihua, 2014[13] (Chińska Republika Ludowa; pliocen/plejstocen)
- Eospalax simplicidens Liu Liping, Zheng Shaohua, Cui Ning & Wang Lihua, 2014[14] (Chińska Republika Ludowa; pliocen/plejstocen)
- Eospalax youngianus (Kretzoi, 1961)[15] (Chińska Republika Ludowa; plejstocen).